# McDonnell Douglas X-36
McDonnell Douglas X-36, znan tudi kot Boeing X-36 (Tailless Fighter Agility Research Aircraft - brezrepno lovsko raziskovalno letalo), je bilo enomotorno brezpilotno raziskovalno letalo. Prvi let je bil 17. maja 1997. X-36 je bil nestabilen tako po nagibu kot po višini, zato so uporabili sistem Fly-by-wire

## Specifikacije(X-36)
Podatki iz Designation Systems American X-Vehicles
Splošne karakteristike
- Posadka: brez
- Dolžina: 18 ft 2,5 in (5,55 m)
- Razpon kril: 10 ft 4 in (3,15 m)
- Višina: 3 ft 1,5 in (0,95 m)
- Maks. vzletna teža: 1250 lb (560 kg)
- Pogon letala: 1 × Williams International F112 turbofan , 700 lbf (3,1 kN)

 Zmogljivost 
- Maks. hitrost: 234 mph (375 km/h)
- Višina leta: 20500 ft (6.100 m)
- Razmerje potisk/teža: 0,56